# Бенсхаузен
Бенсхаузен (нем. Benshausen) — община в Германии, в земле Тюрингия.
Входит в состав района Шмалькальден-Майнинген. Население составляет 2505 человек (на 31 декабря 2010 года). Занимает площадь 24,87 км².

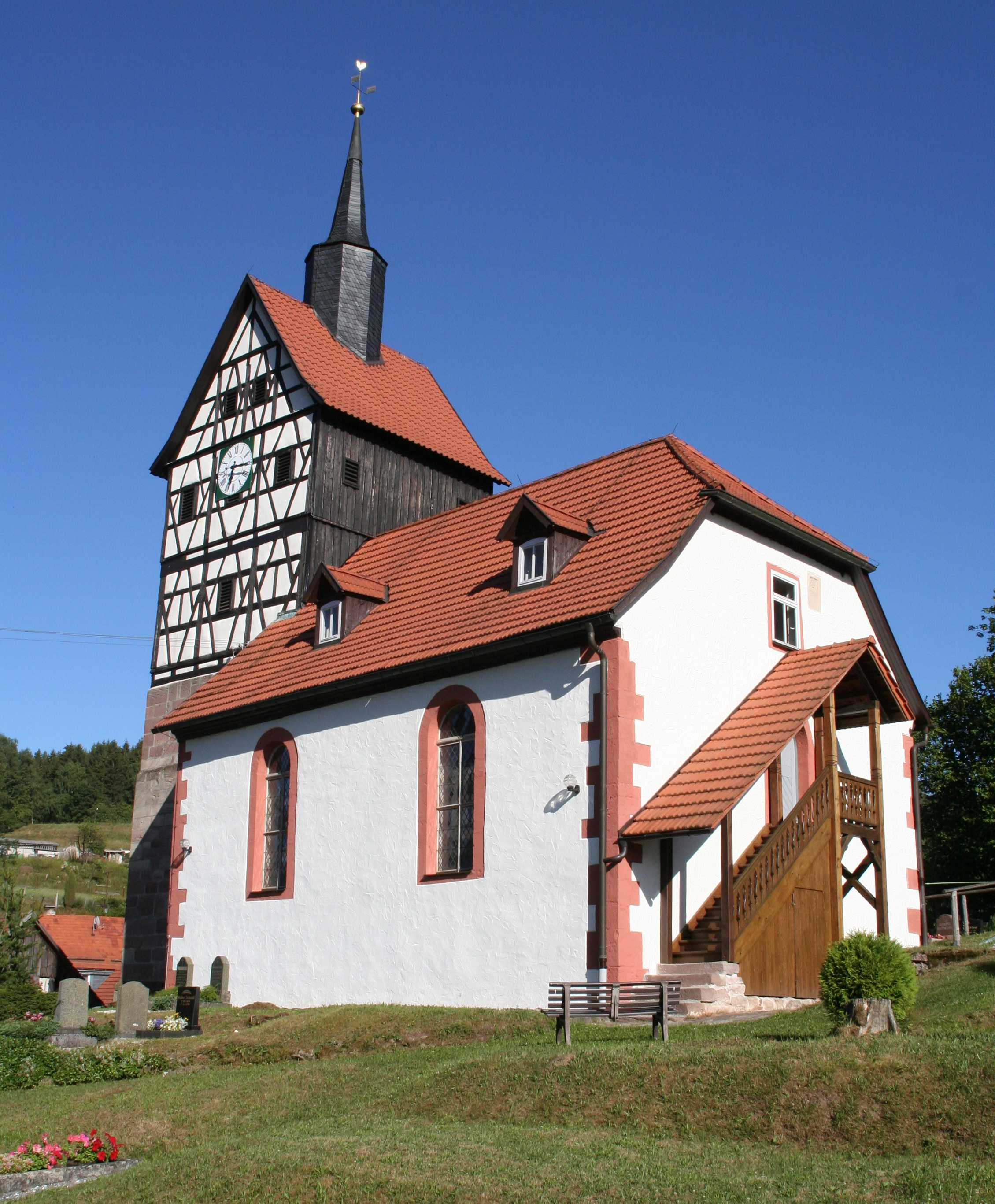
Церковь

## Известные уроженцы
- Эльстер, Иоганн Даниэль - немецкий профессор музыки и хоровой дирижёр, участник Освободительной войны Греции  и мемуарист.